# Torre de Couso
La Torre de Couso, (siglo XVI), también llamada Casa Grande de Maindo, es un pazo-fortaleza situado en la parroquia de Santa María de Couso, La Estrada (provincia de Pontevedra, Galicia, España). Se encuentra a orillas del río Ulla, cerca del Pazo de Ximonde[cita requerida] y con jurisdicción sobre el coto salmonero de Couso, pero en la orilla pontevedresa. Perteneció al patrimonio nobiliario de los Condes de Gimonde.

## Descripción del pazo
La Torre de Couso, o Casa grande de Maindo, es una pequeña fortaleza construida dentro de un recinto amurallado que incluye un hórreo. De planta rectangular, consta de planta baja y un piso. Tiene dos puertas de acceso, una de ellas con arco de medio punto y la otra con arco apuntado. Las dos están formadas por grandes losas de piedra con un pequeño escudo esculpido. En la fachada meridional hay vanos rectangulares y un escudo. El escudo está fechado en 1530 según consta en una lápida en la entrada.

## Historia
La Torre de Couso perteneció a los Condes de Gimonde.
El primer titular del Condado de Gimonde (o Ximonde) fue Juan Antonio Cisneros de Castro y de la Barrera (1721-1798), regidor perpetuo de la ciudad de Santiago y Señor del Coto de Gimonde, de la Torre de Couso, del Pazo de Anzobre y del Castillo de Mirón, entre otras propiedades.
Su hijo, segundo titular del condado de Gimonde, y en consecuencia también del Señorío sobre la Torre de Couso fue Pedro Cisneros de Castro y Ulloa, nacido en San Miguel de Sarandón, Vedra (provincia de La Coruña) el 2 de diciembre de 1770. Se casó con Agustina de Puga y Araujo y tuvo una única hija, Jacoba Cisneros de Puga, III Condesa de Gimonde, que falleció en Santiago de Compostela en 1860, a los 53 años de edad.
Al no tener descendencia la Condesa, heredó su patrimonio su primo Manuel María Puga Feijoo que fijó su residencia en el Pazo de Anzobre y cedió la Torre de Couso a su hija, Gumersinda Puga Blanco, casada con el Catedrático de la Universidad de Santiago, Jesús Novoa López, fallecido en 1911.
Le sucedió como heredera del Pazo su hija Carmen Novoa Puga, cónyuge de Salvador Lissarrague Molezún. Y posteriormente, le sucedió la hija de ambos, Carmen Lissarrague Novoa, hermana del conocido catedrático y escritor Salvador Lissarrague Novoa, que fijó en el Pazo de Couso su residencia veraniega.

## Procedencia de la propiedad de los Condes

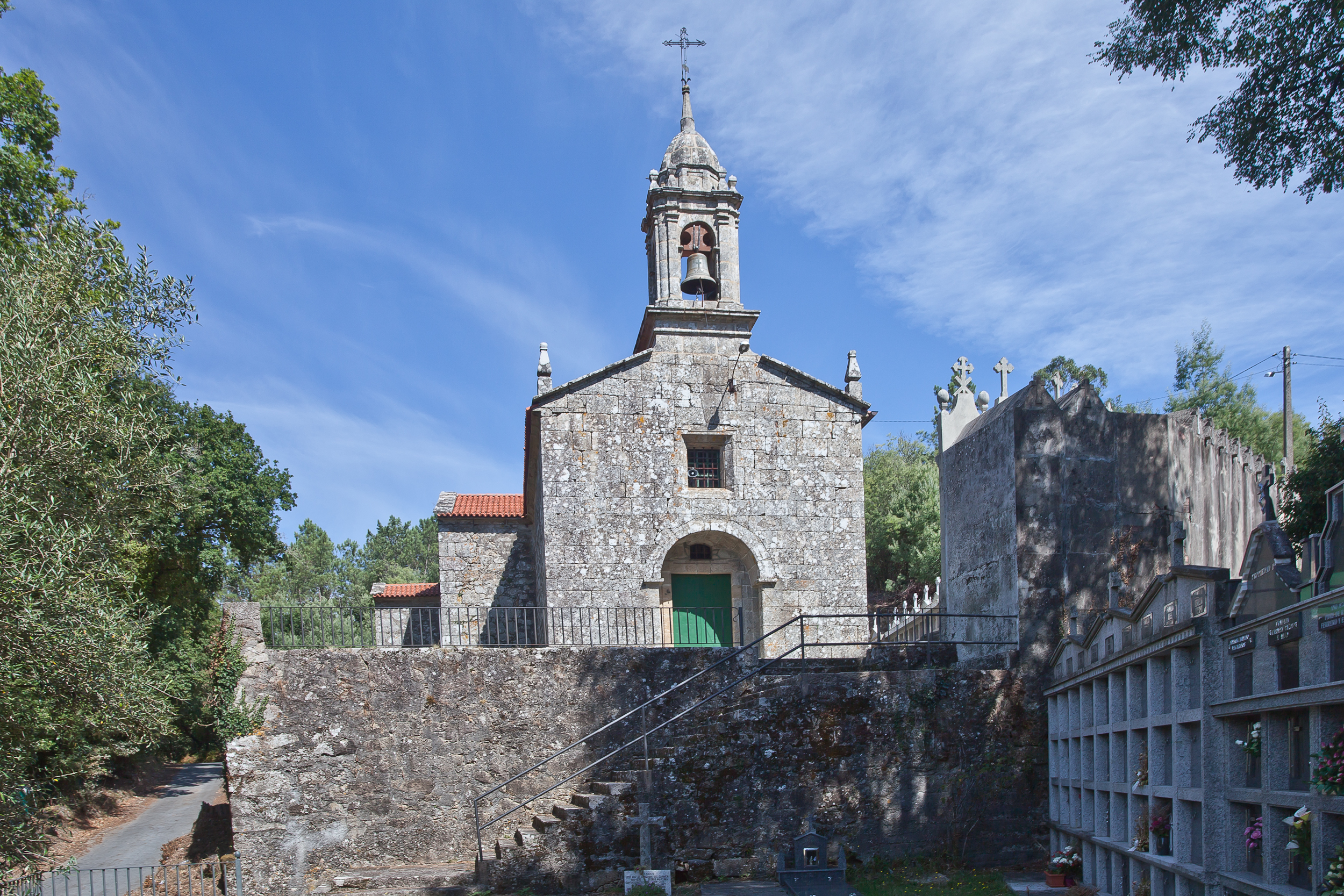
Capilla parroquial de Couso.

El abuelo del primer conde, Bernardino Cisneros Figueroa, ya era reconocido en un documento de 1702 como legítimo dueño y poseedor de la casa y pazo de Maindo y sucesor legítimo en el vínculo y mayorazgo que fundaron María Suárez de Reino y María Suárez de Aldao.
En realidad el pazo do Outeiro de Maíndo (Couso) es, posiblemente, el vestigio más antiguo de la historia medieval en las tierras del Vea, y el que mejor puede atestiguar el esplendor de las fortalezas y torres de los señores feudales.
Algunos autores sugieren que la casa señorial podría existir a finales del siglo XIII o principios del XIV, junto a otros caserones similares cercanos al río Ulla.
Pero la historia de esta torre fortaleza es conocida a partir del siglo XVI. Lo cierto es que la fecha de construcción que figura inscrita en la puerta es la de 1530. Inicialmente estuvo relacionada con el linaje de los Bendaña, y después con los Reino, Castro y Ximonde. Se sabe que el obispo de Mondoñedo, Álvaro Núñez de Isorna y Bendaña pasó a controlar la torre por concesión del arzobispo de Santiago, Lope de Mendoza. Tras el dominio de los Suárez de Reino, que constituyeron el mayorazgo, el control pasó al linaje de los Cisneros, ya en el XVII, que son los titulares del Condado de Ximonde.
El caserón perdió su carácter militar, para adquirir funciones de residencia de administradores que cuidaban las pesquerías del Ulla.

## Entorno del Pazo

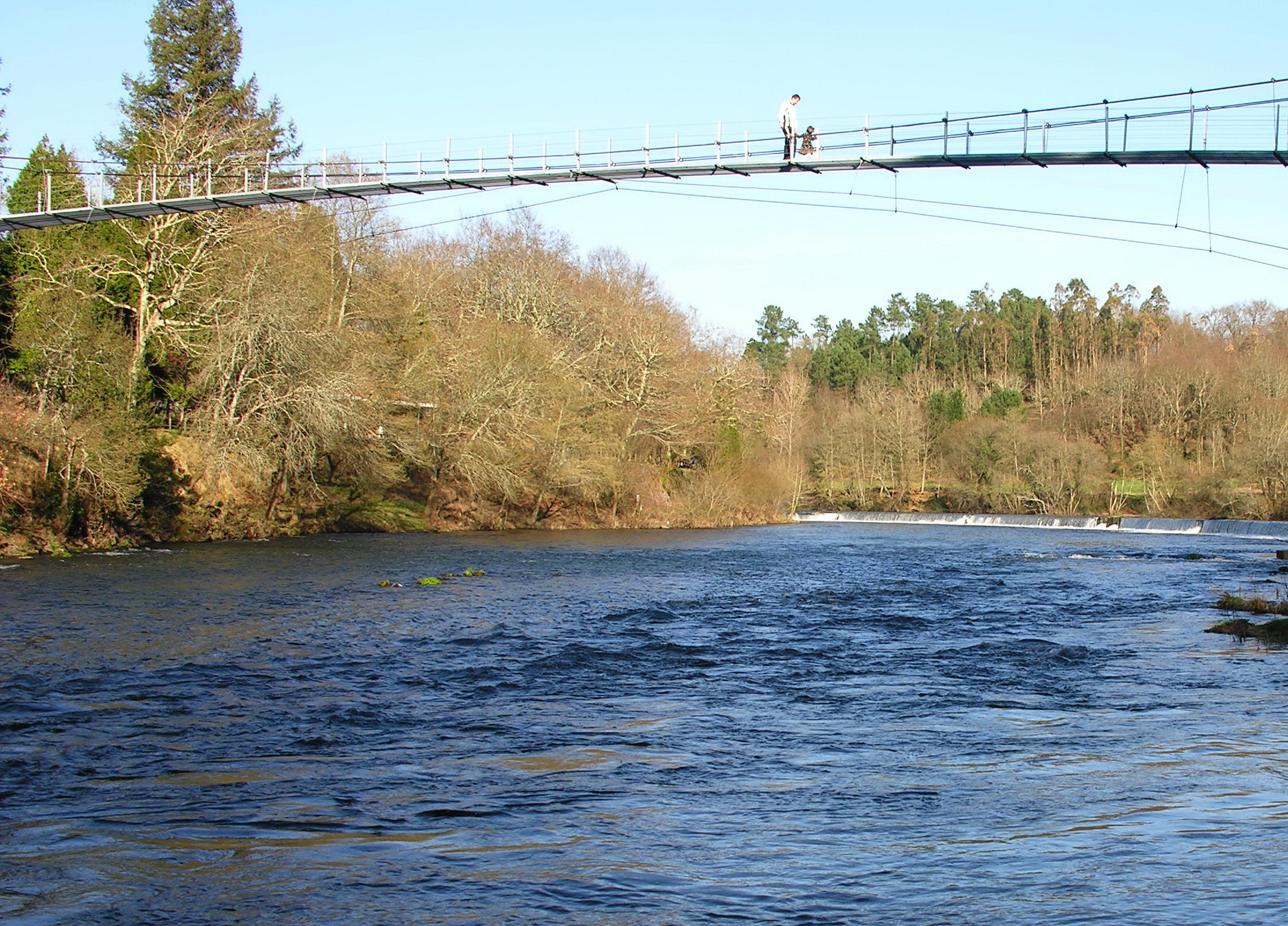
Puente de Xirimbao. Coto de Couso.

El Pazo está situado en un paraje de gran belleza, en la parroquia de Santa María de Couso, municipio de La Estrada. Por Couso pasa el Camino Real que llegaba por la orilla izquierda del río Ulla desde Puentecesures, formando parte de la ruta francesa del Camino de Santiago y que atraviesa el río Ulla por el puente románico de Pontevea, de seis arcos.
El pazo domina el coto salmonero de Couso, más conocido como Xirimbao, descendiendo desde la casa una hermosa pradera hasta el río Ulla. El coto cuenta con una pasarela peatonal, próxima al pazo, recientemente restaurada, desde la que se puede observar el río y el coto de Couso.